# Fondation des Treilles
La Fondation des Treilles est une fondation reconnue d'utilité publique le 14 mars 1986.

## Situation géographique
La fondation doit son nom au domaine des Treilles, qui est à cheval sur les communes de Tourtour et Flayosc, communes françaises situées dans le département du Var, en région française Provence-Alpes-Côte d'Azur.
Le domaine, dont l'accès est réservé à l'exercice des missions de la fondation, n'est pas ouvert au public.
L'ensemble bâti et paysager est situé en secteur Amh (secteur Agricole Monument historique) délimitant le Domaine des Treilles, monument historique inscrit conformément à l’arrêté préfectoral du 17 juillet 2009. 

## Historique: la création de la Fondation

### Origines
Avec la « Fondation des Treilles », qu’elle a créée, Anne Gruner Schlumberger a fortement contribué au développement international de la lecture, l’art, la musique et la science, parmi les diverses passions auxquelles elle s’est consacrée.
La Fondation a pour missions scientifiques :
- d'instituer un centre d’études et de recherches dans les domaines des sciences, des lettres et des arts,
- d'encourager et de favoriser la création dans tous les domaines,
- et de promouvoir la réflexion et les travaux interdisciplinaires.

La Fondation des Treilles a pour mission culturelle et patrimoniale d'assurer le rayonnement et la mise en valeur des éléments patrimoniaux de la fondation 
Elle accueille notamment au domaine des Treilles quatre colloques annuels de la Fondation Schlumberger pour l'éducation et la recherche (FSER) et les réunions des lauréats FSER, chercheurs dans le domaine de la recherche bio-médicale sélectionnés pour l'excellence de leurs travaux.

### Présidence
- La présidence de la Fondation des Treilles est assurée par Anne Gruner Schlumberger, dès sa création en 1964.
- Après le décès d'Anne Gruner Schlumberger, en 1993, Anne Postel-Vinay, sa petite-fille lui succède à la présidence de la Fondation[7].
- À la suite de la réforme statutaire, la présidence a été confiée le 15 juillet 2004 à Maryvonne de Saint-Pulgent, haute fonctionnaire, essayiste et musicienne française. Elle a été directrice de l'Architecture et du Patrimoine au ministère de la Culture de 1993 à 1997, et directrice de la Caisse nationale des monuments historiques et des sites en parallèle à compter de 1994. Son passage à ce premier poste a été l'occasion d'une réflexion sur la politique culturelle française, exposée dans Le gouvernement de la culture (1999).

Vice-président : 
- Philippe Raynaud, professeur émérite de sciences politiques université Panthéon-Assas, Paris II, membre de l'Institut universitaire de France.

### Le conseil scientifique
Il se réunit trois fois par an et, selon les statuts, comporte entre 7 et 11 membres. Ils sont au nombre de 11. 
Son président est Pascal Ory, professeur émérite d'histoire contemporaine à l'université Paris 1 Panthéon-Sorbonne, membre de l'Académie française.

## Les grandes dates de la vie de la Fondation des Treilles
- 1960 : acquisition du domaine des Treilles par Anne Gruner Schlumberger.
- 1964 : réunion constituante du projet scientifique des Treilles.
- 1981 : création de l’association de préfiguration de la Fondation.
- 1981 : accueil du premier séminaire (session pluridisciplinaire).
- 1986 : reconnaissance d’utilité publique de la Fondation des Treilles.
- 1993 : décès d’Anne Gruner Schlumberger, présidence d’Anne Postel-Vinay.
- 2005 : première exposition entièrement consacrée à la collection des Treilles à Marseille.
- 2007 : sortie du premier volume des Entretiens des Treilles, chez Gallimard.
- 2007 : classement de la Fondation en établissement recevant du public.
- 2008 : création du Prix de la Résidence d’auteur.
- 2009 : inauguration du Centre d’Études Littéraires Jean Schlumberger, élargi en 2013 en "Centre André Guide - Jean Schlumberger"[9].
- 2009 : inscription de certains éléments du domaine des Treilles sur l’Inventaire supplémentaire des monuments historiques[10].
- 2010 : création d’un « Prix du patrimoine ».
- 2011 : création du Prix « Résidence pour la photographie », sur la thématique du "monde méditerranéen".
- 2017 : création de l'Académie de la Voix.
- 2023 : création du Prix du livre photographique « Escourbiac - Fondation des Treilles», et du Prix « Résidence pour la composition ».

## Valeurs, objectif et missions
« J’inscris la Fondation comme un descendant des trois premiers créateurs de Schlumberger, dont l’éthique était de faire confiance à des jeunes, d’être le creuset d’idées nouvelles et de collaborer à des projets dans le monde entier. » 
Par cette phrase, prononcée le 7 septembre 1986, lors de l’inauguration du « Jardin des Sondes » en présence du Président de la République François Mitterrand, Anne Gruner Schlumberger souligne la filiation de cet espace destiné à « offrir un lieu de rencontres où créateurs et chercheurs se retrouvent » avec l’œuvre des générations précédentes de sa famille.

## Fonctionnement de l’organisation
La Fondation des Treilles est composée d’un  conseil d’administration, composé de 12 membres, répartis en 3 collèges (fondateurs, membres de droit, personnalités qualifiées) :
- Présidente : Maryvonne de Saint-Pulgent, membre de droit, présidente de section honoraire au Conseil d’État

Membres du bureau
- Vice-président : Philippe Raynaud, personnalité qualifiée, Professeur émérite de sciences politiques, université Panthéon-Assas, Paris II, membre de l’Institut universitaire de France
- Secrétaire : Bernard Teissier, personnalité qualifiée, directeur de recherches émérite au CNRS, centre de mathématiques de Jussieu, Paris VII

La Fondation des Treilles est financée par la Fondation Schlumberger pour l'Education et la Recherche (FSER), également créée par Anne Gruner Schlumberger.

## Sources
1. ↑  Plan Local d’Urbanisme. Document n°1 : Rapport de présentation comprenant une évaluation environnementale et une évaluation des incidences Natura 2000
2. ↑  « Domaine des Treilles (également sur commune de Flayosc) », notice no PA83000021, sur la plateforme ouverte du patrimoine, base Mérimée, ministère français de la Culture
3. ↑  La Grande Maison d’Anne Gruner Schlumberger
4. ↑  Anne Gruner, une philanthrope discrète, 09 juillet 2020, par Valentin Grivet
5. ↑  À la découverte de la Fondation des Treilles, lieu de dialogue unique entre artistes et scientifiques dans le Var, Var-Matin, 19 novembre 2019
6. ↑  « Les missions », sur La Fondation des Treilles (consulté le 29 juillet 2014)
7. ↑  Anne Gruner Schlumberger est décédée en 1993 et sa petite fille, Anne Postel-Vinay, lui succède
8. ↑  Gouvernance : Conseil scientifique
9. ↑  Centre André Guide - Jean Schlumberger
10. ↑  « Domaine des Treilles », notice no PA83000021, sur la plateforme ouverte du patrimoine, base Mérimée, ministère français de la Culture